# Épernay
Épernay település Franciaországban, Marne megyében. Lakosainak száma 22 022 fő (2022. január 1.). Épernay Magenta, Saint-Martin-d’Ablois, Aÿ-Champagne, Boursault, Chouilly, Hautvillers, Mardeuil, Moussy, Pierry, Vauciennes és Vinay községekkel határos.

## Népesség
A település népességének változása:
| Lakosok száma | 26 583 | 27 668 | 26 682 | 24 456 | 23 413 | 23 169 | 22 671 | 22 433 | 22 362 | 22 022 |
|               | 1968   | 1982   | 1990   | 2006   | 2013   | 2015   | 2017   | 2019   | 2020   | 2022   |